# تمير سقطري
تمير سقطري (الاسم العلمي: Chalcomitra balfouri) (بالإنجليزية: Socotra sunbird)‏ هو طائر ينتمي إلى تمير (فصيلة: Nectariniidae) توطن في سقطرى.